# 朱河乡
朱河乡位于河北省景县城西，曾经辖东朱河、西朱河、西路庄、东路庄、司马庄、高庄、施庄、花牛王、刘窑庄、西李庄、东李庄、郝家洼、吴庄、颜庄、罗庄、张娘庄、刘丰庄、梁庄、杨家洼、双冢、周郭庄、庞庄、葛里庄、葛家院、郝家洼、五窑庄、七里庄等26个行政村。1996年并入降河流镇。